# Neoepidesma rostratum
Neoepidesma rostratum är en tvåvingeart som beskrevs av Friedrich Georg Hendel 1914. Neoepidesma rostratum ingår i släktet Neoepidesma och familjen bredmunsflugor.
Artens utbredningsområde är Tanzania. Inga underarter finns listade i Catalogue of Life.